# Бріґіт Гаральдсдоттер

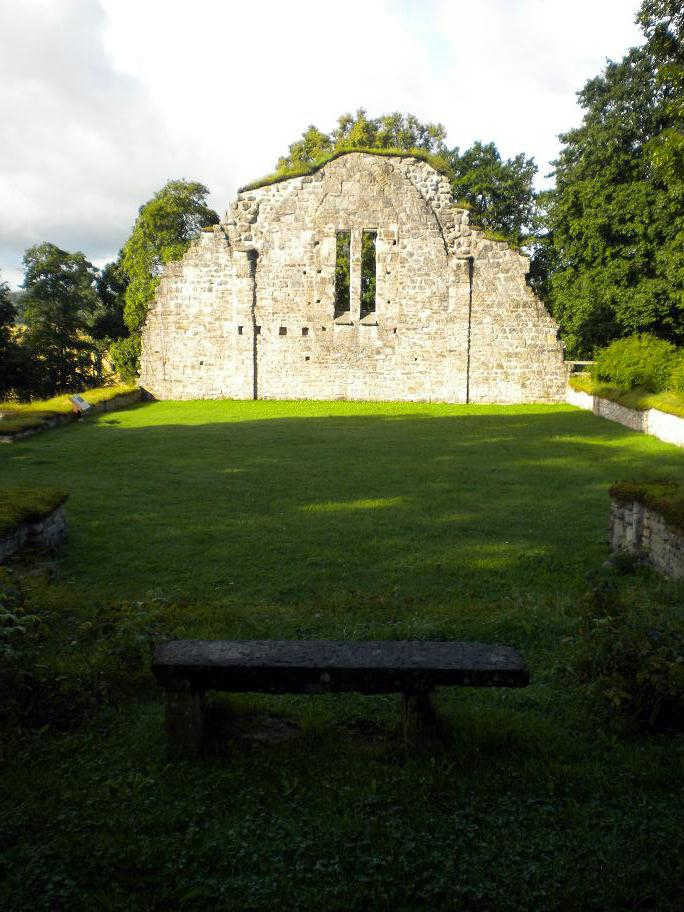
Абатство Райзеберга, поховання королеви Бріджит.

Бріґіт Гаральдсдоттер, також Бриґіда (швед. Birgitta Haraldsdotter) (бл. 1131 — бл. 1208) — королева-консорт Швеції, дружина короля Магнуса II.
Бриґіт Харальдсдоттер була позашлюбною дочкою норвезького короля Гаральда IV. Її мати невідома, але, можливо, вона була Торою Ґуттормсдоттер, довголітньою коханкою свого батька і матір'ю короля Норвегії Сігурда II. Її ірландське ім'я було таким же, як і ірландської матері її батька, Бріґіди О'Браєн (пом. 1138). За легендою, спочатку вона була одружена з королем Інге Молодшим, але це не вважається можливим; ймовірно, її перший шлюб був зі шведським графом Карлом Сунессоном. Вона була одружена з Магнусом Генріксеном, сином її мачухи Інґрід Раґнвальдсдоттір та першого чоловіка Інгрід, Генріка Скаделора. Її чоловік претендував на шведський престол через свою матір у 1160—1161 роках. Після його смерті в 1161 році вона вдруге вийшла заміж за шведського ярла Бірґера Бросу з Б'єльбу. Дочка, яку вона мала під час шлюбу з Бросою, Інгегерд Бірґерсдоттер з Б'єльбу, мала стати королевою Швеції в 1200 році.
У 1174 році норвезький претендент на престол Ойстейн Мойла, який стверджував, що є її племінником, попросив підтримки її та її чоловіка, яку вони також надали. У 1176 році норвезький претендент на престол Сверре з Норвегії зробив те ж саме. Спочатку йому відмовили, але в 1177 році вони порадили біркебайнерам визнати Сверре своїм королем і надали йому підтримку з боку себе та шведського короля. Син Бріґіт Філіп також приєднається до служби Сверре. Броса помер у 1202 році. У 1205 році між її дочкою королевою Інгегерд і родиною Б'єльбу виник конфлікт.
Дати народження та смерті Бріґіт невідомі, хоча рік народження її дочки встановлено на бл. 1180. Дати c. 1131—1208 були запропоновані. Після смерті свого другого чоловіка в 1202 році вона відійшла до монастиря Різеберга в Нерке, де померла і була похована.

## Діти
- Філіп Бірґерссон (пом. 1200), ярл Норвегії на службі у короля Норвегії Сверре і один з його найрішучіших прихильників.
- Кнут Бірґерссон, Ріксьярл зі Швеції, ярл Швеції. Згідно з одним джерелом, Кнут був одружений з дочкою короля Кнута Еріксона, яку в цьому джерелі звали Сігрід. Він був убитий в 1208 в битві під Леною (за іншими джерелами в 1210 в битві при Єстільрені).
- Фольке Бірґерссон, він же Фольке Ярл, ярл Швеції, убитий 1210 у битві при Єстільрені.
- Інгегерд Бірґерсдоттер з Бєльбу (близько 1180–1230), королева Швеції 1200–1208, одружена з королем Сверкером II і матір’ю короля Швеції Юхана I.
- Крістіна Бірґерсдоттер
- Маргарета Бірґерсдоттер